# 质粒前体病毒门

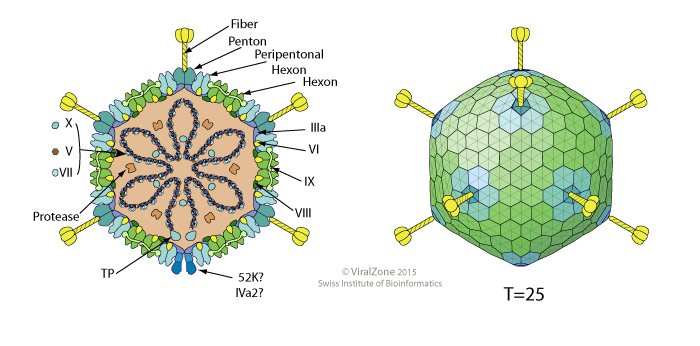

质粒前体病毒门（学名：Preplasmiviricota）为班福病毒界的一个门。

## 下级分类
本科包括以下属：
- Maveriviricetes
- 聚整合转座子病毒纲 Polintoviricetes 
  - 正聚整合转座子病毒目 Orthopolintovirales
    - 腺整合转座子病毒科  Adintoviridae
- 保护病毒纲 Tectiliviricetes

纲、目未定的科：
- Finnlakeviridae